# Gnomibidion armaticolle
Gnomibidion armaticolle là một loài bọ cánh cứng trong họ Cerambycidae.